# Sarcophaga telengai
Sarcophaga telengai är en tvåvingeart som först beskrevs av Yu. G. Verves 1973.  Sarcophaga telengai ingår i släktet Sarcophaga och familjen köttflugor.
Artens utbredningsområde är Ukraina. Inga underarter finns listade i Catalogue of Life.